# Nationales Aktionsbündnis Wiederbelebung

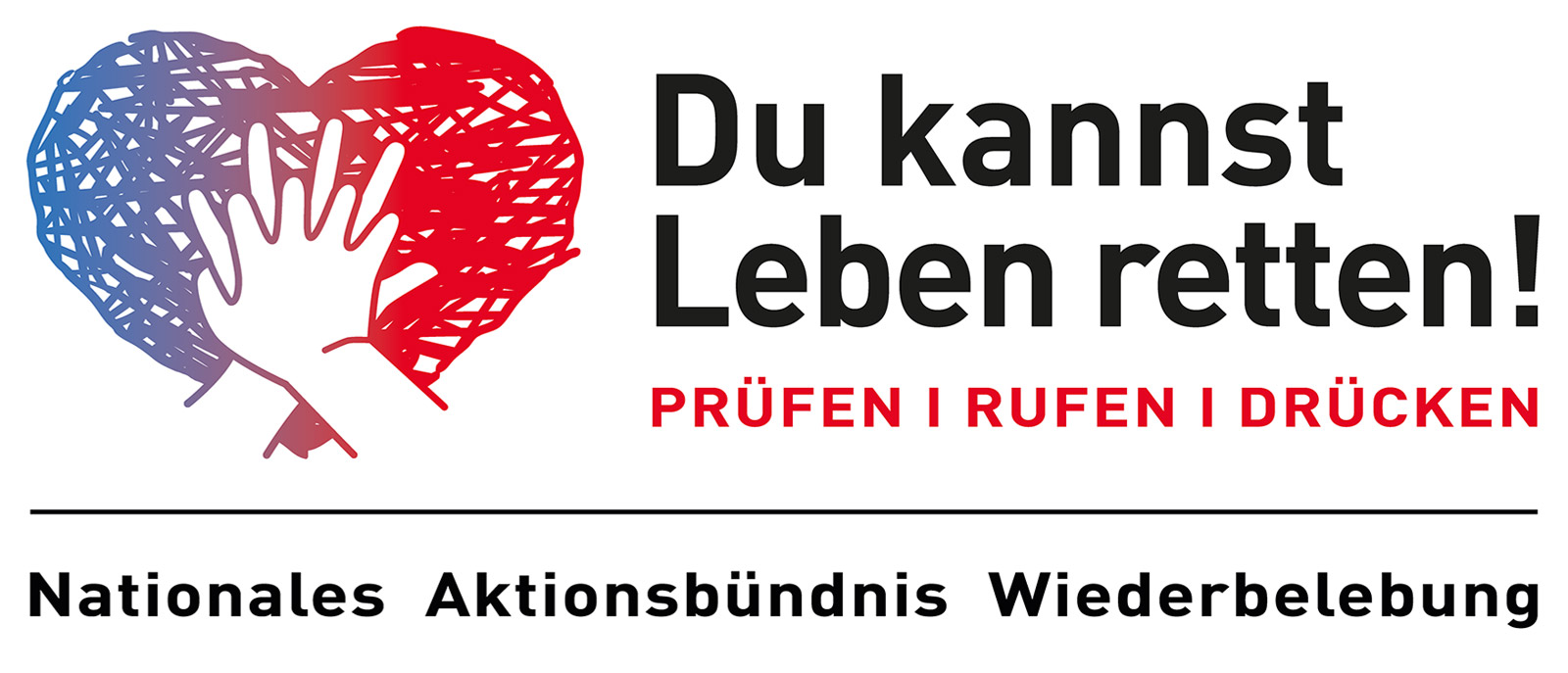
Logo Nationales Aktionsbündnis Wiederbelebung

Das Nationale Aktionsbündnis Wiederbelebung (NAWIB) ist ein Bündnis, dessen Hauptzweck die Aufklärung und Ausbildung von Bürgern in Deutschland auf dem Gebiet der Wiederbelebung ist.
Das Bündnis wurde am 19. September 2016, zu Beginn der Woche der Wiederbelebung, durch den damaligen Bundesgesundheitsminister Hermann Gröhe gemeinsam mit der Leiterin der Bundeszentrale für gesundheitliche Aufklärung, Heidrun Thaiss, gegründet.
Die Olympiasiegerin Maria Höfl-Riesch, Eckart von Hirschhausen, Gerald Asamoah und der damalige französische Botschafter Philippe Etienne unterstützen die Aktion des Bundesgesundheitsministeriums und der Bundeszentrale für gesundheitliche Aufklärung (BZgA) gemeinsam mit medizinischen Fachgesellschaften im Bereich der Intensiv- und Notfallmedizin und allen deutschen Hilfsorganisationen. Die Geschäftsstelle ist in der BZgA angesiedelt.
Ziel der Maßnahmen des NAWIB ist eine Steigerung der Laienreanimationsquote in Deutschland von aktuell 37 % auf 50 % im Jahr 2020. Die Botschaft soll lauten: Jeder kann Leben retten. Wiederbelebung ist kinderleicht.